# Gmina Torma
Gmina Torma (est. Torma vald) – gmina wiejska w Estonii, w prowincji Jõgeva.
W skład gminy wchodzą:
- Alevik: Torma, Sadala.
- 23 wsie: Iravere, Kantküla, Kodismaa, Koimula, Kõnnu, Leedi, Liikatku, Lilastvere, Näduvere, Ookatku, Oti, Rassiku, Reastvere, Rääbise, Sätsuvere, Tealama, Tuimõisa, Tõikvere, Tähkvere, Vaiatu, Vanamõisa, Võidivere, Võtikvere.